# Jemtelandsgade
Jemtelandsgade er en kort gade på Amagerbro i København, der går fra Prags Boulevard til Holmbladsgade. Gaden blev navngivet i 1908 med en nu forældet skrivemåde for det svenske landskab Jämtland. Den indgår i en gruppe af gader i bydelen, der er opkaldt efter forskellige svenske lokaliteter.
I slutningen af 1700-tallet lå der en limfabrik i området. Det blev senere omdannet til et linnedvæveri med den nuværende Holmbladsgade som en forbindelsesvej til Strandlodsvej, hvor væveriet dyrkede hør. I 1880 opførte limfabrikanten Lauritz Peter Holmblad en oliemølle og et pakhus efter tegninger af Georg E.W. Møller på fabrikkens område på den østlige side af den nuværende gade. Senere rykkede forskellige trykkerivirksomheder ind, blandt andet et trykkeri ejet af Johannes Wilhelm Reve, hvis firmanavn stadig kan ses på pakhusets mur. Siden 2001 har pakhuset fungeret som Kvarterhuset Amagerbro med blandt andet Sundby Bibliotek, Borgerservice og Ungdomsskolen Amager.
Ved siden af ligger Nathanaels Kirke med indgang fra Holmbladsgade. Den blev opført som følge af den stærke befolkningstilvækst i området i slutningen af 1800-tallet. Grunden blev skænket af grosserer Julius Holmblad, mens Fonden til Opførelse af smaa Kirker i København bidrog til at skaffe de nødvendige ca. 70.000 kr. til opførelsen. Kirken blev tegnet af Thorvald Jørgensen og indviet i 1899.
Den vestlige side af gaden udgøres af etageejendommen Holmbladsgade 15 / Jemtelandsgade 2-8 / Prags Boulevard 16, der blev opført i 1912. Den indgår i et mindre kvarter af præsentable ejendomme omkring den vestlige del af Holmbladsgade. Byggeriet blev sat i gang af ejendomsinvestoren Herman Ebert, der ønskede at det skulle "adskille sig fra de sædvandlige kaserner" i området.